# أيوليدية
الأيوليدية (الاسم العلمي: Aeolidiidae) هي فصيلة من الحيوانات تتبع رتبة عاريات الخيشوم من طائفة بطنيات الأرجل.

## الأجناس
- الأيوليدا